# Список керівників держав XX століття до н. е.
Список керівників держав XXI століття до н. е. — Список керівників держав XIX століття до н. е.

## Азія

### Елам

#### Династія Сімашкі
- Хутрантемпті, цар (ХХІ – ХХ ст. до н. е.)
- Кіндатту,  цар (пер. пол. ХХ ст. до н. е.)
- Ідатту І, цар (сер. ХХ ст. до н. е.)
- Тан-Рухуратір, цар (др. пол. ХХ ст. до н. е.)
- Ідатту ІІ, цар (кін. ХХ ст. до н. е.)

### Китай

#### Династія Ся(існування спірне)
- Шао Кан, цар (ХХІ – ХХ ст. до н. е.)
- Чжу, цар (пер. пол. ХХ ст. до н. е.)
- Хуай, цар (сер. ХХ ст. до н. е.)
- Ман, цар (др. пол. ХХ ст. до н. е.)
- Сі, цар (ХХ – ХІХ ст. ст. до н. е.)

### Межиріччя

#### Ашшур
- Пузур-Ашшур І, правитель (ХХІ – ХХ ст. до н. е.)
- Шаллім-аххе, правитель (ХХ ст. до н. е.)
- Ілушума, правитель (ХХ – ХІХ ст. ст. до н. е.)
- Ерішум І, правитель (ХХ – ХІХ ст. ст. до н. е.)

#### Третя династія Уру
- Шульгі, цар (ХХІ – ХХ ст. до н. е.)
- Амар-Сін, цар (ХХІ – ХХ ст. до н. е.)
- Шу-Сін, цар (ХХІ – ХХ ст. до н. е.)
- Іббі-Сін, цар (ХХІ – ХХ ст. до н. е.) — Ур захоплено і зруйновано еламітами

#### Перша династія Ісіна
- Ішбі-Ерра, цар (ХХІ – ХХ ст. до н. е.)
- Шуілішу, цар (ХХ ст. до н. е.)
- Ідді-Даган, цар (ХХ – ХІХ ст. до н. е.)
- Ішме-Даган, цар (ХХ – ХІХ ст. до н. е.)
- Ліпіт-Іштар, цар (ХХ – ХІХ ст. до н. е.)
- Ур-Нінурта, цар (ХХ – ХІХ ст. до н. е.)

#### Ешнунна
- Кірікірі, енсі (поч. ХХ ст. до н. е.)
- Білалама, енсі (пер. пол. ХХ ст. до н. е.)
- Ірар-рамашу, енсі (пер. пол. ХХ ст. до н. е.)
- Уцуравассу, енсі (пер. пол. ХХ ст. до н. е.)
- Азузум, енсі (пер. пол. ХХ ст. до н. е.)
- Ур-Нінмаркі, енсі (пер. пол. ХХ ст. до н. е.)
- Ур-Нінгішзіда, енсі (др. пол. ХХ ст. до н. е.)
- Іпік-Адад І, енсі (др. пол. ХХ ст. до н. е.)
- Шаррія, енсі (др. пол. ХХ ст. до н. е.)
- Белакум, енсі (др. пол. ХХ ст. до н. е.)
- Варасса, енсі (др. пол. ХХ ст. до н. е.)

#### Ларса
- Напланум, цар (ХХІ – ХХ ст. до н. е.)
- Еміцум, цар (ХХІ – ХХ ст. до н. е.)
- Саміум, цар (ХХ – ХІХ ст. до н. е.)
- Забайа, цар (ХХ – ХІХ ст. до н. е.)
- Гунгунум, цар (ХХ – ХІХ ст. до н. е.)
- Абісаріхі, цар (ХХ – ХІХ ст. до н. е.)

## Африка

### Середнє царство (Стародавній Єгипет)

#### Одинадцята династія
- Ментухотеп II, фараон (ХХІ – ХХ ст. до н. е.)
- Ментухотеп III, фараон (ХХІ – ХХ ст. до н. е.)
- Ментухотеп IV, фараон (ХХ ст. до н. е.)

#### Дванадцята династія
- Аменемхет I, фараон (ХХ ст. до н. е.)
- Сенурсет I, фараон (ХХ – ХІХ ст. до н. е.)
- Аменемхет II, фараон (ХХ – ХІХ ст. до н. е.)